# BALLISTIK BOYZ (BALLISTIK BOYZのアルバム)
『BALLISTIK BOYZ』（バリスティックボーイズ）は、BALLISTIK BOYZ from EXILE TRIBEの1枚目のミニ・アルバム。2019年5月22日にrhythm zoneから発売された。

## 概要
BALLISTIK BOYZのメジャーデビュー作である。
デビュー記念日となった発売日当日は、東京ドームシティのラクーアガーデンステージでイベントを行った。
オリコン週間アルバムランキング、オリコン週間合算アルバムランキング、Billboard Japan Hot Albums、Billboard Japan Top Albums Salesで首位獲得となった。

## 収録曲

### Disc1
1. テンハネ -1000%- [3:08]
作詞：ZERO(YVES&ADAMS)、作曲：SHOKICHI, CHRIS HOPE, KENTZ
  - フジテレビ系ドラマ『小説王』主題歌、テレビ東京系『JAPAN COUNTDOWN』5月度オープニングテーマ、
MUSIC ON! TV『ZOOM UP!』エンディングテーマ
  - EXILE SHOKICHIが作曲、ディレクションを担当[7]
2. PASION [3:46]
作詞・作曲：P-CHO, JAY'ED, NAOtheLAIZA
  - フジテレビ系ドラマ『小説王』エンディング
3. Make U a believer [3:20]
作詞・作曲：P-CHO, JAY'ED, NAOtheLAIZA
  - テレビ朝日『フリースタイルダンジョン』エンディングテーマ（2019年6月5日～）
4. BLAST OFF [3:47]
作詞：ZERO(YVES&ADAMS), SIMONE、作曲：SHOKICHI, CHRIS HOPE, COMMAND FREAKS
5. BADDEST FIRE [3:59]
作詞：ZERO(YVES&ADAMS)、作曲：REASON', NAOKI
6. NU WORLD [4:09]
作詞：ZERO(YVES&ADAMS), SIMONE、作曲：Erde, ZERO(YVES&ADAMS), SIMONE
7. Crazy for your love [3:53]
作詞：Junya Maesako、作曲：REASON', MoonChild, Emi Tawata
  - 日髙、加納、深堀、砂田のボーカル4人によるバラード曲。

### Disc2
1. テンハネ-1000%- -Music Video- [3:01]
2. PASION -Documentary Music Video- [3:40]